# Књижарство и издаваштво у Индији
Књижарство у Индији односи се на процес стварања књига у Индији. Ова бласт је у порасту последњих година, што ову земљу чини шестом  по величини нацијом по питању издавања књига у свету. 
Без сумње се може рећи да је индијска књижевна традиција једна од најстаријих на свету. Састоји се од 26 званично признатих племенских и страних језика као што су персијски, француски, португалски и енглески. 
Као што је било у многим земљама од појаве штампарства, и у Индији се књижарство показало као један од најважнијих фактора културне свести и ширења знања. Напредак књижарства у Индији, иако фасцинантан и брз, није увек био редован, због неких проблема који су својствени овој земљи. 
Ти проблеми подразумевају спор раст писмености и друге историјске факторе, укључујући колапс вишевековног друштвеног система, који је неговао традицију усменог преношења знања. Значајна количина индијске књижевности је написана, но до данашњег дана се много више пропагира усмено на регионалним језицима.  
Издавачка индустрија у Индији претрпела је значајне промене у последњој деценији и засигурно се диже у нове висине. Издаваштво игра виталну улогу у обликовању будућности Индије.  
Кључни циљеви унапређења образовања и иницијативе владе, стварање образованог друштва и глобално ширење индијске културе и наслеђа представљају најважније области у којима издавачка индустрија и влада могу подржавати једни друге да постигну ове циљеве.

### Историјски аспект
Много пре него што је земља стекла независност 1947. године, већ се могла похвалити прилично дугом традицијом издаваштва, производећи визионаре и писце од великог значаја. Чак године 1913. ова држава се могла похвалити својим првим нобеловцем - Рабиндранатом Тагором.
Независност државе убрзала је темпо развоја, а промене које су уследиле од 1947. године подразумевају оснивања многих препознатљивих институција, створених са разумевањем посебних карактеристика, обима и потреба ове земље. Све ово означава здраву и повољну климу за даљи развој индијског издаваштва.
Штампање и издаваштво у Индији у модерном смислу први пут је процветало у деветнаестом веку, када је синтетичко укрштање са Западом кроз енглеско образовање почело да даје своје ране плодове, и поновно културно буђење, започето у Бенгалу, убрзо се проширило на друге регионе. 
Неколико деценија касније, са ширењем енглеског образовног система и учења оријентисаног на уџбенике, појавила се све већа потреба за лектиром у школи, као и на факултетима. Такви образовни материјали су на почетку увожени из Енглеске, а касније бивају штампани у Индији. 
Издавачке фирме у британском власништву укључивале су Макмилан, Лонгман и OУП (Oxford University Press). Иако су се ови издавачи бавили само књигама писаним на енглеском језику, објављивање на индијским језицима је такође било у порасту, углавном фокусирано око друштвених, политичких и националистичких сфера. 
Убрзо, са порастом индијског ауторства на енглеском, настала је прва генерација индијских издавача који су издавали књиге првенствено на енглеском. Али у недостатку искуства у поређењу са њиховим британским ривалима, и услед мањка финансијских средстава, већина ових подухвата није дуго трајала. 
Да би успело, издаваштво чисто индијског порекла морало је да сачека до периода после независности када се тржиште књига свих врста брзо проширило.

### Издаваштво у Индији
Разматрајући тему природе, броја и разноликости индијских издавача, суочавамо се са потешкоћама многих врста, од којих неке произилазе из чињеница да је до сада у земљи врло мало пажње и времена посвећено прикупљању, анализи и дистрибуцији - на систематски и редован начин - информација о њеној књижарској индустрији.
Одсек за промоцију књига Министарства просвете и културе свакако вредно ради у овој области. Исто се може рећи и за напоре које је уложила Национална библиотека у Колкати да припреми годишње статистике производње књига у земљи. Али још много тога треба да се уради да би се попунила огромна празнина у информацијама које се тичу свих сектора књижарске индустрије. На пример, колико и каквих издавача има ова земља? 
Повремено су изношене тврдње које су више у природи нагађања, неке нестварне, неке разумне. Али при недостатку било какве централне машинерије која бу обавезуала издаваче да се региструју, било какво исправно набрајање и категоризација индијских издавача остаће непотпуни.
На захтев Министарства просвете, Савез удружења издавача и књижара Индије пристао да припреми списак издавача по језицима широм земље. Резултат овог напора била је компилација под називом „Именик индијске издавачке индустрије“, која се појавила 1973. Према овом Именику, укупан број издавача у Индији премашује 11.000, са 171 издавачем на асамском језику, 1.419 на бенгалском, 1.709 на енглеском, 371 на гуџаратију, 2.490 на хиндију, 309 на панџапском, 452 на санскриту, 170 на урду и 993 издавача који представљају владине издаваче и др. 
Истраживање индијске књижарске индустрије које је, поново на иницијативу Министарства просвете, спроведено и објављено 1976. године открива да је број активних издавача у Индији вероватно око 3.000, укључујући око 2.700 малих, око 200 средњих и око 100 великих издавача. 
Према проценама анкете, мали издавачи су они који у просеку објављују најмање 5, али не више од 11 нових наслова годишње, док је одговарајући број за средње издаваче између 12 и 49 наслова, а за велике издаваче 50 наслова или више.
Компанија Нилсен је 2015. године спровела истраживање и дала свеобухватан извештај о индијском тржишту књига. Циљ овог подухвата био је да индијској издавачкој индустрији књига пружи бољи увид у тржиште и њихове потрошаче, да омогући индустрији да задовољи потребе и захтеве добро образоване нације у развоју. 
Наводе како су неки од главни проблеми са којима се издавачи у Индији сусрећу данас мањак директних новчаних инвестиција од стране владе, компликован систем дистрибуције књига, пиратерија и реекспорт јефтиних издања на светско тржиште.

##### Издавачке куће у Индији
Главни актери у индијском издаваштву јесу Издавачка кућа Џаико (Jaico Publishing Housе), Арихант књиге (Arihant Books), Роли књиге (Roli Books), Рупа издаваштво (Rupa Publications), Схоластична Индија (Scholastic India) и многи други. 
- Издавачка кућа Џаико. Основана 1946, Џаико је прва индијска издавачка кућа која је производила књиге меког повеза на енглеском језику. Основана је од стране Џамана Шахаа, и у почетку је била компанија за дистрибуцију књига. Са седиштем у Мумбају, Џаико је познат по својим насловима о религији и филозофији, уму/телу/духу, као и пословним насловима. Такође објављује књиге о путовањима, актуелностима, биографијама. Џаико има одељење за превођење које преводи са енглеског на девет индијских језика. Један од Џаикових добро познатих наслова је „Калуђер који је продао свој ферари“ Робина Шарме. Ова издавачка кућа сваке године објављује око 125 нових наслова.

- Схоластична Индија. Уколико пишете академско остварење или илустровану књигу за децу, ово је издавач коме треба да се обратите. Основана 1997. године, Схоластична Индија је издавач и дистрибутер књига за децу. Њихов чувени наслов је „Игре глади“ Сузан Колинс. Штампају на 45 језика и стижу у више од 150 земаља. Гулзар, Паро Ананд и Анушка Равишанкар су неки од њихових реномираних аутора.

- Постани Шекспир. Постани Шекспир је самоиздавачки бренд са центром у Мумбају. Имају обимне пакете погодне за различите потребе и буџет. До сада су објавили скоро 1050 књига. Они нуде низ услуга као што су набавка ваших књига у малопродајним објектима, односи с јавношћу и руковање друштвеним медијима.

- Рупа издаваштво. Ову издавачку кућу је 1936. године основао Д. Мехра. Преко 95% њихових наслова је претворено у е-књиге, и то је стратегија која ефикасно помаже да дела допру до шире публике. Рупа издаваштво из Делхија има еклектичну мешавину белетристике, публицистике и књига за децу. Имају наслове из историје, политике и мноштво мемоара. Ауторе ове угледне издавачке куће чине Раскин Бонд, А. П. Ј. Абдул Калам, Пранаб Мукерџи.

#### Библиотека на точковима која путује по Индији
Сатабди Мишра и Акшаја Камар имају само један циљ, а то је да подигну ниво писмености у својој држави. Њих двоје су заједно основали „Путујући сајам књига“ и започели пројекат „Индијо, читај више“. Сатабди и Акшаја су отпочели своје путовање у децембру 2015. године, са планираном рутом дугачком 10.000  километара и са четири хиљаде књига у свом маленом комбију. На свом путу су срели разне људе – од писаца и љубитеља књиге, све до људи који су од њих по први пут у животу купили књигу за себе. 
Сатабди је за једну телевизију изјавила како су приметили да су књиге превише скупе, те се књижаре све чешће затварају због мањка посла. Ситуација је јако лоша у мањим градовима и руралним срединама, где чак не постоје ни библиотеке. У оваквим срединама, њих двоје често грађанима дају попусте, јер, како она каже, „Наша продавница једноставна и немамо много трошкова. Немамо климу, па чак ни струју, за све личне потребе користимо соларну енергију.“ 
Њихов комби је опскрбљен књигама написаним на енглеском и регионалним језицима. Изјавили су како осећају да људе више привлаче књиге на матерњем језику и да се надају само да ће број локалних писаца порасти и да ће квалитет писања напредовати.